# Freundsmühle
Die Freundsmühle (auch Untere Mühle, Hirschenmühle, Gärtnersmühle) ist eine ehemalige Getreidemühle im unterfränkischen Wiesentheid. Sie liegt in der Parkstraße 10 südlich des Wiesentheider Schlossparks zwischen Sambach und Fasanenbach. 

## Geschichte
Die sogenannte Freundsmühle bestand wohl bereits seit dem Spätmittelalter in Wiesentheid. Im Jahr 1327 tauchte in einer Urkunde des Zisterzienserklosters Ebrach eine „Obere Mühle“ in dem Ort auf, die spätere Klesenmühle. Es ist davon auszugehen, dass neben der „Oberen“ auch bereits die „Untere“ Mühle existiert haben muss. Die Mühle wechselte mehrfach ihren Namen. Neben der Bezeichnung „Untere Mühle“, die auf ihre Lage am Sambach anspielt, verwies der Name „Hirschenmühle“ auf den nahegelegenen Hirschensee. Gärtnersmühle und Freundsmühle gehen auf die Nachnamen langjähriger Besitzer ein.
Erstmals erwähnt wurde die Freundsmühle direkt im Jahr 1548. Damals verkaufte Raphael von Heßberg zu Weitersroda die „Untere Mühle“ an Valentin Fuchs von Dornheim, den Grundherren über Wiesentheid. Allerdings war die Mühle wohl bereits längere Zeit vorher in den Händen der Familie Heßberg. Zwischen 1415 und 1420 soll Hans von Heßberg mit einer Mühle in Wiesentheid belehnt worden sein. Es ist allerdings nicht gesichert, ob es sich dabei um die spätere Freundsmühle handelte.
Nachdem die Mühle zunächst nur als Getreidemühle betrieben wurde, richtete man ab der Mitte des 19. Jahrhunderts zusätzlich ein Sägewerk in den Räumlichkeiten ein. Die namensgebende Familie Freund besaß die Anlage damals bereits. Um 1919 erwarben die Grafen von Schönborn die Freundsmühle, verpachteten sie allerdings an den ehemaligen Besitzer Andreas Freund. Erst Matthäus Freund gelang es 1950 die Mühlengebäude zurückzukaufen. 1961 wurde das Sägewerk aufgegeben, 1964 verschwand die Mühlenanlage. Die als Wohngebäude genutzte Mühle wird heute noch von der Familie Freund bewohnt.

## Beschreibung
Die erhaltenen Baulichkeiten der ehemaligen Mühle werden vom Bayerischen Landesamt für Denkmalpflege als Baudenkmal eingeordnet. Die ehemalige Mühle präsentiert sich als zweigeschossiger Walmdachbau des 18. und 19. Jahrhunderts. Die geohrten Fenster- und Türrahmungen verweisen auf Bauwerke des Barock, die in Wiesentheid durch die Barockisierung des Ortskerns häufig anzutreffen sind. Die Fassade des Mühlenbaus ist nicht verputzt, stattdessen ist das Bruchstein sichtbar.